# Rubén Pinar
Rubén Pinar Rubio (Albacete, 5 de agosto de 1990) es un torero español en activo, inscrito dentro del Registro de Profesionales Taurinos del Ministerio de Cultura y Deporte con el número 7106, en la categoría de matador de toros; a la que accedió tras su alternativa en la plaza de toros de Nimes (Francia) el 21 de septiembre de 2008.

## Biografía
Rubén Pinar nació en Santiago de Mora Albacete el 5 de agosto de 1990.

### Carrera profesional
Debutó con picadores en Bogotá el 15 de enero del 2006. Su presentación en Las Ventas fue el 8 de julio de 2007 donde lidió un novillo de la ganadería de Carmen Segovia. Actuó junto a los novilleros de Oliva Soto y Sandra Moscoso, dicho año resultó ganador del Certamen de Novilladas de Las Ventas.
Se presentó en la Real Maestranza de Sevilla la tarde del 4 de mayo de 2008. La alternativa la tomó en Nimes, el 21 de septiembre de 2008 con toros de Victoriano del Río, con Enrique Ponce de padrino y Miguel Ángel Perera como testigo, lidió al toro Fatigoso, número 33, 480 kg. El 21 de febrero de 2009 indultó al toro Corzo de la ganadería Santa Bárbara lidiado en la plaza de toros de Medellín.
La confirmación de la alternativa fue en Madrid fue el 21 de mayo del 2009 con toros de la ganadería de Juan Pedro Domecq, con Morante de la Puebla de padrino y José María Manzanares, hijo, como testigo. El 8 de septiembre de 2019 protagonizó una encerrona en Albacete su tierra, lidió seis toros de diferentes ganaderías: Victorino Martín, la Quinta, Alcurrucén, Daniel Ruiz, el Tajo y la Reina, y Garcigrande cortando un total de cuatro orejas.